# لازارو بروزون
لازارو بروزون Lázaro Bruzón (ولد في 2 مايو 1982 في هولغوين) لاعب شطرنج كوبي يحمل لقب أستاذ كبير.

## إنجازات
- فاز ببطولة العالم للشباب في عام 2000، مما أهله إلى كأس العالم للشطرنج عام 2002 الذي ينظمه الاتحاد الدولي للشطرنج.
- فاز بدورة لوزان للأساتذة الصغار عام 2001، وهي مسابقة بنظام خروج المغلوب، بعدما هزم إتيان باكرو في المباراة النهائية.
- فاز بدورة كابابلانكا التذكارية عام 2002، في مجموعة الصفوة.
- تشارك بالمركز الأول مع مواطنه لينير دومينغيز في كأس بحر الشمال عام 2002.
- فاز بدورة غيليرمو غارسيا التذكارية في فيلا كلارا عام 2004.
- فاز ببطولة كوبا للشطرنج خمس مرات أعوام 2004، 2005، 2007، 2009 و2010.
- فاز ببطولة أمريكا القارية عام 2005، ومن ثم تأهل إلى كأس العالم للشطرنج عام 2005، حيث هزم نيكولاي كابانوف وألكسندر أونيشوك، ثم هزمه إيفجيني بارييف في الجولة الثالثة.
- في عام 2005 فاز متعادلاً على المركز الثاني والخامس مع كاميل ميلتون وزان بينغ تشيان وأرتيوم تيموفييف في كأس سامبا في سكاندربرغ.
- في ديسمبر 2015 فاز بروزن بدورة كارلوس توري ريبيتو التذكارية، بعدما هزم ميتشال كرازينكوف.

## روابط خارجية
- لازارو بروزون على موقع الاتحاد الدولي للشطرنج (الإنجليزية)
- لازارو بروزون على موقع مباريات الشطرنج (الإنجليزية)
- لازارو بروزون على موقع 365Chess.com (الإنجليزية)
- لازارو بروزون على موقع Chesstempo.com (الإنجليزية)
- لازارو بروزون على موقع الاتحاد الأمريكي للشطرنج (الإنجليزية)
- لازارو بروزون سجل أولمبياد الشطرنج على موقع OlimpBase.org (الإنجليزية)